# Великі суботи
Великі суботи, високі суботи, великодні — визначення семи щорічних біблійних (Господніх) свят та днів відпочинку, записаних у книгах Левит і Повторення Закону, що прийняте в більшості християн та месіян. Великі суботи є розвитком терміна в Євангелії від Івана 19:31 «великий день» (переклад Куліша, переклад Гижі, російський синодальний переклад), «великдень» (переклад Огієнка, переклад Турконяка, переклад Хоменка), або «високий день» (англійський переклад короля Якова).

## Дні біблійного відпочинку
Сім свят, що не обов'язково випадали на щотижневі суботи, іменуються на івриті мікра («збори», «скликання», «читання вголос») (Левит 23 розділ). Їх спостерігають євреї та меншість християн. Два шабати (священні збори) відбуваються навесні в перший і останній день Прісного хліба (маца). Один трапляється влітку, це свято тижнів (Шавуот). А чотири трапляються восени на сьомому місяці. Йом Теруах (Свято труб) першого дня сьомого місяця; другий — Йом-Кіпур (День Спокути); і два під час свята Суккот (Свято Скинії) в перший і останній день. Іноді слово шабатон поширюється на всі сім фестивалів.
Євангеліє від Івана говорить про день, що розпочався після смерті Христа, «що день суботній був високим днем» (19:31–42). Тієї ночі було 15-те нісана, відразу після першого дня Пасхального тижня (тиждень Прісного хлібу — опрісноків) і щорічної мікри та дня відпочинку, в більшості хронологій. (В інших системах це були 13 або 14 нісана, тобто щотижнева, але не щорічна субота). Таким чином переклади Біблії може бути джерелом називання щорічних днів відпочинку «високими суботами».

### Як збіг зі щотижневими суботами
Високі суботи адвентистами сьомого дня та іншими дотримувачами суботи сьомого дня вважають підзбором святкових субот. На їх думку, лише ті святкові суботи, що збігаються з щотижневими суботами, розглядаються як високі суботи. :253

## Високі Святі Дні
Десятиденний період між Високими Суботами Рош-Ха-Шани та Йом-Кіпуру включно, зазвичай називають Високими святковими днями.

## Дивиться також
- Субота
- Суботство